# Schwetzochromis
Genre
Schwetzochromis est un genre de poisson appartenant à la famille des Cichlidae. 

## Liste d'espèces
Selon ITIS:
- Schwetzochromis neodon Poll, 1948

## Référence
- Poll, 1948 : Descriptions de Cichlidae nouveaux recueillis par le Dr. J. Schwetz dans la rivière Fwa (Congo belge). Revue de Zoologie et de Botanique Africaines 41-1 pp 91-104.